# Le Fantôme de Caliburn
Le Fantôme de Caliburn (Hide) est le neuvième épisode de la septième saison de la deuxième série de la série télévisée britannique de science-fiction Doctor Who, diffusé sur BBC One le 20 avril 2013.

## Distribution
- Matt Smith - Le Docteur
- Jenna-Louise Coleman - Clara Oswald
- Dougray Scott - Professeur Alec Palmer
- Jessica Raine - Emma Grayling
- Kemi-Bo Jacobs - Hila Tukurian
- Aidan Cook - Le Tordu

### Version française
- Version française - Dubbing Brothers
- Adaptation - Chantal Bugalski
- Direction artistique - David Macaluso
- Mixage - Marc Lacroix

Avec les voix de
- Marielle Ostrowski - Clara
- Marc Weiss - Le Docteur
- Cachou Kirsch - Emma
- France Bastoen - Hila
- Philippe Résimont - Palmer

## Synopsis
En 1974, le professeur Alec Palmer et son assistante Emma Grayling recueillent des preuves photographiques de la présence d'un fantôme, appelé la Sorcière du Puits, dans la résidence Caliburn ; Alec utilise les puissants pouvoirs psychiques d'Emma pour créer un lien émotionnel qui paraît atteindre le fantôme. Ils sont surpris de l'arrivée du Docteur et de Clara, qui prétendent faire partie des renseignements militaires. Le Docteur s'intéresse à l'enquête après que Clara observe que le fantôme semble toujours apparaître dans la même position sur chaque photographie. Tandis qu'ils enquêtent, Clara découvre qu'Emma éprouve une inclination pour Alec mais sans que le sentiment soit réciproque ; en même temps, Emma avertit Clara qu'elle ressent « un morceau de glace » à la place du cœur du Docteur.
Le Docteur et Clara trouvent une zone dans la résidence qui est significativement plus froide que le reste de la maison, et les deux héros ont l'impression d'être observés. Tout à coup, la maison se refroidit, et Clara sent que quelque chose la touche ; Clara et le Docteur rejoignent Alec et Emma en courant et constatent que les appareils d'Alec se déclenchent d'eux-mêmes. Un fin disque obscur se matérialise devant eux, et Emma ressent grâce à ses capacités psychiques que quelque chose appelle à l'aide avant que le disque ne disparaisse et que la maison retourne à la normale.
Le Docteur emmène Clara à bord du TARDIS pour examiner ce lieu en différents points de l'histoire de la Terre, et revient avec la conclusion qu'il y a un portail vers une dimension de poche qui est en train de s'effondrer rapidement sur elle-même, et que quelqu'un — la personne derrière le fantôme — y est prisonnier. Le Docteur affirme qu'il ne peut pas utiliser le TARDIS car son énergie y serait drainée jusqu'à épuisement dès qu'il s'y matérialiserait, et à la place il aide à préparer un appareil pour stimuler les capacités psychiques d'Emma pour ouvrir le portail. Il construit également un harnais relié à un câble destiné à le ramener une fois qu'il aura franchi le portail.
Quand le Docteur franchit le portail, il se trouve dans une zone forestière, un petit espace de terrain flottant dans le néant. Il y rencontre Hila Tukurian, une voyageuse du temps et la femme prisonnière de la dimension de poche, qui l'avertit que quelque chose rôde et les suit. Il se précipitent vers le portail, voyant un écho de la résidence Caliburn apparaître dans la dimension de poche, et essaient de se barricader afin de se protéger de la créature pour se donner le temps de revenir dans l'univers normal. Le Docteur fait passer Hila la première, et bien qu'elle soit sauvée, le portail se ferme en raison de l'épuisement d'Emma, laissant le Docteur prisonnier de la forêt avec la créature qui se déplace à la vitesse de l'éclair. Clara se précipite vers le TARDIS, le trouvant verrouillé. Elle supplie l'interface de lui permettre de sauver le Docteur, et le TARDIS la laisse entrer. Le TARDIS se matérialise brièvement dans l'univers de poche, volant à proximité du sol pour permettre au Docteur de sauter et de s'y suspendre avant que la créature ne puisse l'attraper. Le Docteur et le TARDIS apparaissent dans le monde normal, en sécurité.
Alors que le Docteur et Clara se préparent à partir, le Docteur dit à Emma que la vraie raison pour laquelle il est venu était pour demander à Emma si elle pouvait déceler quelque chose d'inhabituel à propos de Clara, mais Emma déclare qu'il n'y a rien d'étrange. Le Docteur propose à Hila de l'emmener à un autre point de l'histoire, mais alors qu'il discute de la question avec elle, il comprend qu'elle est vraisemblablement une future descendante d'Emma et d'Alec, et que ce sont les liens du sang qui ont permis à Emma d'ouvrir le portail pour la sauver. En outre, il énonce ce qu'Emma gardait caché, qu'Alec sera son futur mari. Quand il comprend cela, et en association avec sa rencontre avec la créature de la dimension de poche, il émet l'hypothèse que la compagne de la créature vit au sein de la résidence Caliburn, et que le couple a été séparé sans le vouloir par le portail. Il implore l'aide d'Emma une dernière fois pour arracher la créature à la dimension de poche et la réunir avec sa compagne.

### Continuité
- Le Docteur réutilise la combinaison spatiale qu'il porte pour ses sorties spatiales depuis le double épisode « La Planète du Diable ».
- Le Docteur utilise un cristal de Metebelis III comme collecteur psychique. Le Troisième Docteur visite la planète et utilise un cristal similaire dans les épisodes « The Green Death » et « Planet of the Spiders ».
- Il utilise également un sous-ensemble de l'Œil de l'Harmonie, une des sources du pouvoir des Seigneurs du temps, citée dans « The Hand of Fear » (1976) et vue dans « Le Seigneur du Temps », le téléfilm du 8e Docteur (1996).
- Lorsque le Docteur se retrouve enfermé dans l'univers de poche, la Cloche du Cloître du TARDIS se met à sonner. Apparue dans l'épisode « Logopolis » (1981), elle signale un très grand danger spatio-temporel.
- Le Docteur décrit le temps comme « un méli-mélo très complexe », ce qu'il avait déjà fait dans « Les Anges pleureurs » et « Le Prisonnier zéro ».
- Le Docteur se dit être du ministère, section "Santé et Sécurité", comme il le fait dans « Le Retour de Donna Noble ».

## Liens
- (en) Le Fantôme de Caliburn sur l’Internet Movie Database
- "Hide". critique de l'épisode sur le site Daily Mars